# Divisões administrativas em 1952
Nesta página encontrará referências aos acontecimentos directamente relacionados com a regiões administrativas ocorridos durante o ano de 1990.

## Eventos
- 14 de Dezembro - Foi emancipado o município de Mandaguaçu - PR
- 14 de Dezembro - Foi emancipado o município de Paranavaí - PR
- 14 de Dezembro - Foi emancipado o município de Cascavel - PR